# 정헌재
정헌재는 Perytail이라는 필명의 대한민국의 카툰에세이 작가이다. 1976년에 태어났고, 국민대학교 금속공예학과와 국민대학교 미술학부에서 회화를 전공했다. 1999년부터 락밴드 '사이키블루'에 참여하여 노래를 불렀다. 2002년 5월부터  보관됨 2014-12-20 - 웨이백 머신 '뻔쩜넷'이라는 사이트를 통해 독자들과 다양한 소통을 했다. 2004년부터 시간기록장이라는 이름의 캐릭터 다이어리를 디자인했으며 2015년까지 12권의 다이어리를 디자인을 했다. Daum.net 만화속 세상 "보고 있으면 기분좋아져라" 절찬 연재 (2011.06~2012.12)했다. 2012년 12월 삼성생명 메인 캐릭터 "사랑이" "사랑콩"을 개발하였고 2002년에는 가수 린(LYN) 1집 앨범 디자인을 담당하기도 했다.

## 작품
- 『포엠툰』 - 2002년 12월, 청하
- 『완두콩』 - 2003년 7월, 바다출판사
- 『포엠툰(두 사람 이야기)』 - 2004년 7월, 솜
- 『알고 있지만 모르는 것들』 - 2006년 12월, 솜
- 『사랑해요 고마워요 엽서북』 - 2007년 3월, 솜
- 『사랑해요 고마워요 Vol.2』 - 2008년 5월, 솜
- 『멈추지 말아요, 완두콩씨』 - 2009년 11월, 넥서스BOOKS
- 『보고 있으면 기분 좋아져라』 - 2010년 12월, 살림
- 『포엠툰(개정판)-우리가 다시 사랑할 수 있을까』 - 2012년 2월, 대교
- 『두근두근기분좋아져라』 - 2012년 12월, 넥서스BOOKS
- 『사랑이 사랑콩과 함께 사랑을 만나요 - 1권 가족을 사랑해요』 - 2012년 12월, 시공사
- 『사랑이 사랑콩과 함께 사랑을 만나요 - 2권 친구와 이웃을 사랑해요』 - 2013년 11월, 시공사
- 『사랑이 사랑콩과 함께 사랑을 만나요 - 3권 세상을 사랑해요』 - 2013년 11월, 시공사
- 『하루 하루 기분 좋아져라』 - 2014년 1월, 넥서스BOOKS